# Heteronyx incognitus
Heteronyx incognitus är en skalbaggsart som beskrevs av Blackburn 1892. Heteronyx incognitus ingår i släktet Heteronyx och familjen Melolonthidae. Inga underarter finns listade i Catalogue of Life.